# Jesper Asselman
Jesper Asselman, né le 12 mars 1990 à Delft, est un coureur cycliste néerlandais. Il pratique à la fois le cyclisme sur route et le cyclisme sur piste.

## Biographie
Jesper Asselman naît le 12 mars 1990 à Delft aux Pays-Bas.
Il est membre de l'équipe Van Vliet EBH Elshof de 2009 à 2010, de Rabobank Continental en 2011, de Raiko Stölting en 2012, de Metec-TKH Continental de 2013 à 2014. En 2014, il est notamment troisième de l'Olympia's Tour, sixième de la World Ports Classic et du Tour de Slovaquie, septième du Grand Prix de la ville de Zottegem, huitième du championnat des Pays-Bas sur route.
En 2015, il devient professionnel au sein de la nouvelle équipe continentale professionnelle Roompot, qui l'engage pour deux ans,, qui prend le nom de Roompot Oranje Peloton au cours du mois de mars.
Au mois de septembre 2016, il prolonge son contrat avec la formation néerlandaise Roompot-Oranje Peloton.
En août 2019, il termine dixième de la Veenendaal-Veenendaal Classic.
Asselman annonce en décembre 2020 mettre un terme à sa carrière.

## Palmarès sur route

### Par années
- 2011[1]
  - 2eb étape du Tour de León (contre-la-montre par équipes)
  - 2e du Tour d'Overijssel
- 2012
  - Ronde van Oud-Vossemeer
  - 2e de l'Arno Wallaard Memorial
- 2014
  - 1re étape du Tour de Slovaquie (contre-la-montre par équipes)
  - 3e de l'Olympia's Tour
- 2016
  - Tour de Drenthe
- 2017
  - 2e du Slag om Norg
- 2019
  - 1re étape du Tour de Yorkshire

### Classements mondiaux
| Année                                 | 2010 | 2011 | 2012 | 2013 | 2014 | 2015 | 2016 | 2017 | 2018  | 2019 | 2020  |
| ------------------------------------- | ---- | ---- | ---- | ---- | ---- | ---- | ---- | ---- | ----- | ---- | ----- |
| Classement mondial                    |      |      |      |      |      |      | 443e | 365e | 2011e | 541e | 1492e |
| UCI Europe Tour                       | 779e | 317e | 387e | 641e | 184e | 332e | 257e | 188e | 1344e | 412e | 1116e |
|                                       |      |      |      |      |      |      |      |      |       |      |       |
| Légende : nc = non classéSource : UCI |      |      |      |      |      |      |      |      |       |      |       |

## Palmarès sur piste

### Championnats d'Europe
- 2015
  -  Médaillé de bronze de la course derrière derny
- 2016
  -  Médaillé d'argent de la course derrière derny

### Championnats nationaux
- 2007
  - 2e du championnat des Pays-Bas de l'américaine juniors
  - 3e du championnat des Pays-Bas du scratch juniors
- 2013
  -  Champion des Pays-Bas du scratch
- 2015
  - 3e du championnat des Pays-Bas de course aux points
- 2018
  - 3e du championnat des Pays-Bas de l'américaine